# Cizeta-Moroder

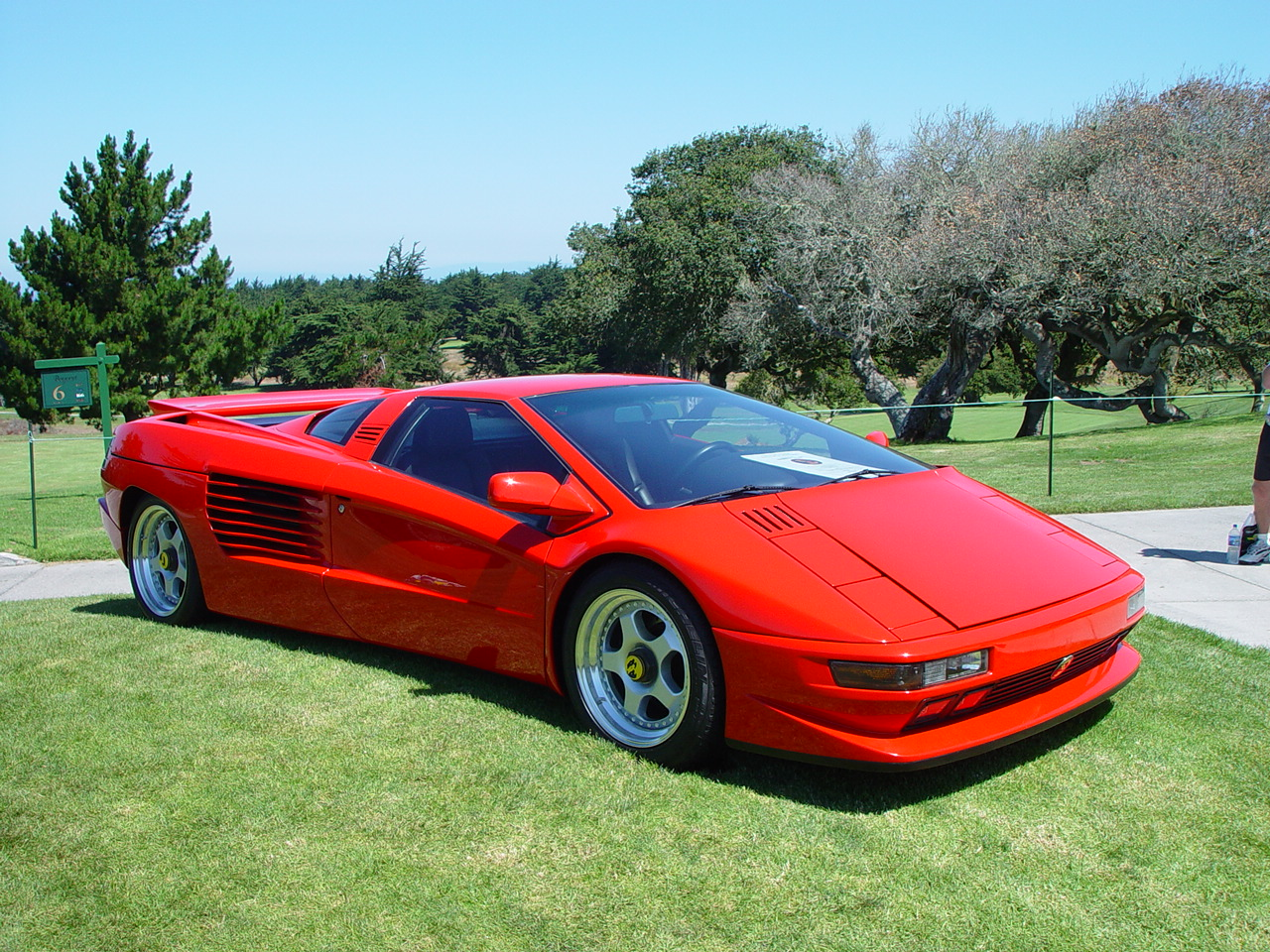
Cizeta-Moroder V16T

Cizeta-Moroder is een Italiaans automerk dat eind jaren '80 werd opgericht door Claudio Zampolli en Giorgio Moroder. De samenwerking tussen de twee oprichters hield echter niet lang stand en het Moroder deel van de naam werd later geschrapt. De naam Cizeta komt van de initialen van Zampolli (ci en zeta in het Italiaans). In 1988 stelden ze hun eerste wagen voor, de Cizeta-Moroder V16T. De supersportwagen werd ontworpen door Marcello Gandini en vertoont veel gelijkenissen met de eveneens door Gandini ontworpen Lamborghini Diablo. Onder de motorkap zit een motor met 16 cilinders in V-vorm geplaatst, goed voor een vermogen van 560 pk. De wagen zou van 0 tot 100 km/u in 4,5 seconden sprinten en een topsnelheid halen van 305 km/u. Uiteindelijk werden slechts 8 exemplaren gebouwd voor Cizeta in 1994 failliet ging en Zampolli naar de Verenigde Staten verhuisde.
Zampoli richtte even later Cizeta Automobili USA op in de Verenigde Staten en daar wordt nu nog de Cizeta-Moroder V16T op bestelling gebouwd. Twee auto's zijn er sindsdien nog afgeleverd, een coupé in 1999 en een spyder in 2003.

## Logo
In 1988 kreeg Cizeta-Moroder een prijs voor best ontworpen logo.